# Resolutie 595 Veiligheidsraad Verenigde Naties
Resolutie 595 van de Veiligheidsraad van de Verenigde Naties werd unaniem door de
VN-Veiligheidsraad aangenomen op 27 maart 1987.

## Achtergrond
Guy Ladreit de Lacharrière (°1919) was een Frans jurist en diplomaat die onder meer Frankrijk vertegenwoordigde bij de Verenigde Naties. Hij werd in 1982 verkozen tot lid van het Internationaal Gerechtshof en in 1985 tot vicevoorzitter van het Hof. Zijn ambtstermijn liep nog tot februari 1988.
Op 14 september 1987 verkozen de Veiligheidsraad en de Algemene Vergadering de Fransman Gilbert Guillaume om de plaats van Guy Ladreit in te nemen.

## Inhoud
De Veiligheidsraad:
- Betreurt het overlijden van de Lacharrière op 10 maart.
- Merkt op dat een positie bij het Internationaal Gerechtshof is vrijgekomen voor de rest van de ambtstermijn die volgens het Statuut van het Hof moet worden ingevuld.
- Merkt op dat de datum van de verkiezingen om de positie in te vullen moet worden vastgelegd door de Veiligheidsraad.
- Beslist dat de verkiezing zal plaatsvinden op 14 september op een vergadering van de Veiligheidsraad en een vergadering van de Algemene Vergadering tijdens haar 41ste sessie.

## Verwante resoluties
- Resolutie 499 Veiligheidsraad Verenigde Naties (1981)
- Resolutie 570 Veiligheidsraad Verenigde Naties (1985)
- Resolutie 600 Veiligheidsraad Verenigde Naties
- Resolutie 627 Veiligheidsraad Verenigde Naties (1989)

Lijst ·  594 ·  595 ·  596 ·  597 ·  598 ·  599 ·  600 ·  601 ·  602 ·  603 ·  604 ·  605 ·  606